# 청도 덕사 영산회상도
청도 덕사 영산회상도(淸道 德寺 靈山會上圖)는 대한민국 경상북도 청도군 화양읍 소라리, 덕사에 있는 불화이다. 2014년 10월 20일 경상북도의 문화재자료 제622호로 지정되었다.

## 개요
이 불화는 붉은색으로 처리된 비단 바탕 위에 머리 부분과 몸 부분을 제외하고는 주로 햐안 선(부분적으로 노란 선)으로 묘사한 선묘불화이다. 화면 중앙에 원형의 두광과 신광을 갖춘 본존 석가가 높은 대좌 위의 연화좌에 앉아 있고, 좌우측에는 문수, 보현, 관세음, 대세지보살이, 그 뒤쪽에는 가섭과 아난, 벽지불 2위가 본존을 향해 각각 일렬로 侍立해 있다. 전체적으로 간결한 도상 구성을 보여주고 있으며, 본존 주변과 배경에는 구름으로 메우고 있다. 화면 하단에는 주색 바탕에 묵서로 그림 내용을 기술하고 있다. 그림에 쓰인 내용을 통해 가경(嘉慶) 22(1817)년에 수화승 운곡당 언보(雲谷堂 言輔)를 중심으로 보성(普性), 성민(性旻), 계탄(啓坦)이 참여하여 제작한 불화임을 알 수 있다.
이 불화는 화면 가장자리 및 곳곳에 박락 흔적이 보이나, 전반적으로 도상이 훼손되지 않고 온전한 편이다. 선묘불화로서 도상의 세부묘사가 잘 살아 있어, 조선후기 19세기 선묘불화를 이해하는데 가치가 크다고 판단되므로 문화재자료로 지정한다.

## 같이 보기
- 덕사

## 참고 자료
- 청도 덕사 영산회상도 - 국가유산청 국가유산포털